# بیبی چینی
بیبی چینی (به لاتین: Bibi Chini) یک منطقهٔ مسکونی در بنگلادش است که در ناحیه برگونه واقع شده‌است.